# Magnus Wegelius
Karl Magnus Wegelius (Hattula, 20 agosto 1884 – Croydon, 9 dicembre 1936) è stato un tiratore a segno e ginnasta finlandese.
Ha partecipato ai giochi olimpici di Londra del 1908, vincendo una medaglia di bronzo nel concorso a squadre della ginnastica.
Passato alla pratica del tiro a segno, ha partecipato anche all'edizione di Anversa del 1920 nel tiro, nelle seguenti gare:
Fucile 300m 3 posizioni
Fucile 300m 3 posizioni a squadre: 4º
Fucile militare 300m seduti a squadre: 3º
Fucile militare 600m seduti
Fucile militare 600m seduti a squadre: 8º
Fucile militare 300m in piedi
Fucile militare 300m in piedi a squadre: 7º
Fucile militare 300m + 600m seduti a squadre: 10º
Bersaglio mobile colpo singolo 100m a squadre: 2º
Bersaglio mobile colpo doppio 100m a squadre: 3º
Nella edizione dei giochi olimpici di Parigi del 1924 ha partecipato nel tiro, nelle seguenti gare:
Bersaglio mobile colpo singolo 100m
Bersaglio mobile colpo singolo 100m a squadre: 5º
Bersaglio mobile colpo doppio 100m
Bersaglio mobile colpo doppio 100m a squadre: 4º
Fossa olimpionica a squadre: 3º (non ufficiale)

## Palmarès
In carriera ha conseguito i seguenti risultati:
- Giochi olimpici:

Londra 1908: bronzo nella ginnastica a squadre.
Anversa 1920: argento nel bersaglio mobile colpo singolo 100m a squadre e bronzo nel fucile militare 300m seduti a squadre e nel bersaglio mobile doppio colpo 100m a squadre.